# Ballia (stad)
Ballia is een stad en gemeente in het district Ballia van de Indiase staat Uttar Pradesh. Het is de meest oostelijk gelegen stad van Uttar Pradesh en ligt dicht bij het punt waar de Ghaghara uitmondt in de Ganges. 

## Demografie
Volgens de Indiase volkstelling van 2001 wonen er 102.226 mensen in Ballia, waarvan 54% mannelijk en 46% vrouwelijk is. De plaats heeft een alfabetiseringsgraad van 65%. 